# Matthias Mellitzer
Matthias Mellitzer (* 9. September 1980 in Lienz) ist ein ehemaliger österreichischer Volleyball- und Beachvolleyballspieler.

## Karriere
Mellitzer spielte in den Jahren 2002 bis 2004 einige internationale Beach-Turniere mit wechselnden Partnern. Als Hallen-Volleyballer war er bei Hypo Tirol Innsbruck in der ersten Liga aktiv. Dabei gewann er zwei nationale Meisterschaften und viermal den österreichischen Pokal. 2008 wechselte der Nationalspieler zum deutschen Bundesligisten Moerser SC.
Nach der Saison entschied er sich für eine Karriere als Beachvolleyballer und bildete ein Duo mit Clemens Doppler. Bei der Europameisterschaft 2010 mussten sie sich erst im Finale nach drei knappen Sätzen (Tiebreak 18:20) den niederländischen Titelverteidigern Reinder Nummerdor und Richard Schuil geschlagen geben. Bei der Weltmeisterschaft 2011 verloren sie das Achtelfinale gegen die Dänen Søderberg/Hoyer. Am 16. Dezember 2011 gab er sein Karriereende bekannt und arbeitet von nun an als Mediendesigner.